# Friedrich von Lucanus
Friedrich Karl Hermann Lucanus, seit 1888 von Lucanus, (* 20. Juni 1869 in Berlin; † 18. Februar 1947 in Buschow) war ein deutscher Berufssoldat (Oberstleutnant a. D.; Dr. h. c.), Ornithologe, Tierpsychologe und Autor populärwissenschaftlicher Tierbücher. („Lucanus“ ist eine gelehrte Latinisierung des Familiennamens Lauck im 16. Jh.)

## Leben
Die frühen bürgerlichen Vorfahren waren zumeist Apotheker. Lucanus war der Sohn des 1888 in den Adelsstand erhobenen Hermann Lucanus und der Auguste Wenzel (* 1. Mai 1860 in Eilenstedt bei Halberstadt; † 7. April 1923 in Potsdam), Tochter der Luise Ihlefeld und des Domänenpächters Eduard Wenzel, Ober-Amtmann. Friedrich lebte in Berlin und beschäftigte sich vor allem mit der Vogelwelt und dem Vogelzug. 1902 publizierte er im Journal für Ornithologie (nach einem Vortrag auf dem 5. Internationalen Zoologen-Kongress 1901 in Berlin) das Werk Die Höhe des Vogelzuges und seine Richtung zum Winde auf Grund aeronautischer Beobachtungen (als Separatdruck 1904). Große Verbreitung fand seine Schrift Im Zauber des Tierlebens, die ihn auch als verantwortungsbewussten Waidmann auswies. 
Friedrich von Lucanus ehelichte Elsbeth Poll (* 1875; † 1925) aus Braunschweig, wo 1896 auch die Hochzeit stattfand. Ihr einziger Sohn Hermann von Lucanus (* 7. Februar 1897 in Berlin; † 7. März 1973 in Düren), führte das Werk von Lucanus, vor allem über Raubvögel, in gewissem Maße fort. Hermann von Lucanus war im Hauptberuf Bankkaufmann und heiratete 1950 die Witwe Maria Scholderer, geb. Schröder, diese Ehe blieb kinderlos.
Friedrich von Lucanus war von 1921 bis 1926 Vorsitzender der Deutschen Ornithologischen Gesellschaft und ab 1923 Corresponding Fellow der American Ornithologists’ Union.

„Am 20. Juni begeht Friedrich von Lucanus seinen 70. Geburtstag. Das Rätsel des Vogelzuges ist noch nicht gelöst, aber in den letzten dreißig Jahren haben Ornithologen und Tierpsychologen eine Fülle neuen Wissens erkämpft. Führend auf diesem Gebiet wurde der ehemalige Oberleutnant Friedrich von Lucanus, der um 1900 grundlegend neue Wege zur Erforschung des Vogelzuges beschritt. Lucanus wirkte bei der Gründung und dem Ausbau der ersten Vogelwarte in Rossitten mit und beobachtete hier den charakteristischen Vogelzug über die Nehrung. Um Zugrichtung, Höhe und Windströmung festzustellen, stellte er Beobachtungen vom Luftballon aus an. Dann führte die Gesellschaft zum erstenmal auf seiner Vogelwarte die Vogelberingung ein. Ein Aufruf Lucanus' an die Oberförstereien, bei der Beringung mitzuwirken, führte zu einer starken Verbreitung dieser Maßnahme, die später in allen Ländern nachgeahmt wurde. In den folgenden Jahren wurde der Zug zahlreicher Vogelarten verfolgt. In seinem Buch ‚Rätsel des Vogelzuges‘ konnte v. Lucanus bereits die Zugverhältnisse von 170 europäischen Arten schildern. Eine große Anzahl von Einzelerscheinungen, die mit dem Vogelzug unmittelbar Zusammenhängen und seine Geheimnisse klären, erforschte und beschrieb der Gelehrte in fesselnder Darstellung: den Heimattrieb, den Orientierungssinn, Zugtrieb, Reisewege, Flughöhe und -geschwindigkeit.“

## Beobachtungen zur Flughöhe der Vögel
Friedrich von Lucanus beschäftigte sich mit der Frage, in welcher Höhe die Vögel fliegen. Mitte des 19. Jahrhunderts waren Ornithologen wie Heinrich Gätke der Meinung, der Vogelzug fände in 3.000–12.000 m oder sogar in noch größeren Höhen statt. Lucanus fand jedoch heraus, dass sie von Luftschiffen lediglich in deutlich geringeren Höhen (etwa 400 m, nur sehr selten über 1.000 m) gesichtet wurden. Lucanus unternahm eigene Versuche: Vögel, die er „auf Ballonfahrten über den Wolken aussetzen ließ, nahmen entweder auf dem Ballon Platz oder umkreisten diesen solange, bis sie die Erde wiedersahen“. Hieraus schloss er, „daß viele Vögel sich nicht aus freien Stücken außer Sehweite über die Erde erheben. Die unterste Wolkenschichte wird also eine Grenze für die Höhe des Vogelzuges bilden“.

## Werke
- Die Höhe des Vogelzuges auf Grund aeronautischer Beobachtungen. (Vortrag, gehalten am 15. August 1901 auf dem V. internationalen Zoologen-Congress in Berlin). In: Journal für Ornithologie. Zeitschrift der Deutschen Ornithologen-Gesellschaft. 50. Jg., Nr. 1, Januar 1902, S. 1–9 (Zobodat.at [PDF; 931 kB]; als Separatdruck 1904 wie folgt:).
- Die Höhe des Vogelzuges und seine Richtung zum Winde auf Grund aeronautischer Beobachtungen. J. Neumann, Neudamm 1904 (24 S.; Titel)
- Beiträge zur Psychologie der Vögel. 1910. (18 S.); Titel
- [Zugbeobachtungen auf der Kurischen Nehrung im Oktober 1910]. In: Journal für Ornithologie. Zeitschrift der Deutschen Ornithologen-Gesellschaft. 59. Jg., 1911, Rubrik Deutsche Ornithoiogisehe Gesellschaft. Bericht über die Dezembersitzung 1910. S. 351 (zobodat.at [PDF; 820 kB]).
- Aeronautische Experimente für die Höhenbestimmung fliegender Vögel. In: Journal für Ornithologie. Zeitschrift der Deutschen Ornithologen-Gesellschaft. 61. Jg., 1913, S. 117–124 (Zobodat.at [PDF; 836 kB]).
- Das Leben der Vögel. A. Scherl, Berlin 1925 (428 S.); Titel.[8][9]
- Im Zauber des Tierlebens. Volksverband der Bücherfreunde, Wegweiser-Verlag, Berlin 1926 (347 S.; eingeschränkte Vorschau in der Google-Buchsuche).
- Naturdenkmäler aus der deutschen Vogelwelt. H. Bermühler, Berlin-Lichterfelde 1927.
- Die Rätsel des Vogelzuges. Ihre Lösung auf experimentellem Wege, durch Luftfahrt und Vogelberingung. 3. Auflage. Verlag Hermann Beyer & Söhne, Langensalza 1929 (eingeschränkte Vorschau in der Google-Buchsuche).[10][11][12]
- Zugvögel und Vogelzug (= Verständliche Wissenschaft. Band 7). Julius Springer, Berlin 1929 (127 S.; eingeschränkte Vorschau in der Google-Buchsuche).
- Deutschlands Vogelwelt. Parey, Berlin 1937 (310 S.; eingeschränkte Vorschau in der Google-Buchsuche).[13]

## Genealogie
- Walter von Hueck, Friedrich Wilhelm Euler, u. a.: Genealogisches Handbuch der Adeligen Häuser B (Briefadel). 1993. Band XX, Band 104 der Gesamtreihe GHdA, Hrsg. Deutsches Adelsarchiv, C. A. Starke Verlag, Limburg (Lahn) 1993, ISSN 0435-2408, S. 207209.
- Gothaisches Genealogisches Taschenbuch der Adeligen Häuser. Zugleich Adelsmatrikel der Deutschen Adelsgenossenschaft. Teil B (Briefadel). 1940. Zweiunddreißigster Jahrgang, Justus Perthes, Gotha 1939. Siehe: FamilySearch (Kostenfrei).
- Bernhard Koerner (Hrsg.): Deutsches Geschlechterbuch. Band 20, C. A. Starke Verlag, Görlitz 1912. Siehe: CompGen Berlin (Hrsg). Genealogy.net; od. Internet Archive
- Gothaisches Genealogisches Taschenbuch der Briefadeligen Häuser. 1908. Zweiter Jahrgang, Justus Perthes, Gotha 1907, S. 664–665.